# Mark Landin
Mark Landin era un comune tedesco del Brandeburgo, esistito dal 2001 al 2022.
Non esistendo alcun centro abitato denominato «Mark Landin», si trattava di un comune sparso.

## Storia
Il comune di Mark Landin venne creato il 31 dicembre 2001 dalla fusione dei comuni di Grünow, Landin e Schönermark.
Il 19 aprile 2022 venne soppresso e aggregato alla città di Schwedt/Oder.

## Geografia antropica
Il territorio comunale comprendeva i centri abitati di Grünow, Landin e Schönermark.